# Edward Fulham
Edward Fulham DD (falecido em 9 de dezembro de 1694) foi Professor de Filosofia Moral de White na Universidade de Oxford de 1633 e um cónego de Windsor de 1660 a 1694.

## Carreira
Ele foi educado em Christ Church, Oxford e formou-se BA em 1628, MA em 1631, BD em 1643 e DD em 1660.
Ele foi nomeado:
- Professor de Filosofia Moral, Universidade de Oxford, 1633
- Reitor de Wootton, Oxfordshire 1638
- Capelão da Fábrica Britânica em Livorno (durante a Guerra Civil Inglesa)
- Prebendário de Ibthorne na Catedral de Chichester 1641-1682
- Vigário de Bray, 1660
- Reitor de West Ilsley, Berkshire 1662
- Prebendário de Lichfield 1673
- Capelão do Rei Carlos II

Ele foi nomeado para a segunda bancada na Capela de São Jorge, Castelo de Windsor em 1666, e manteve a bancada até 1694.